# Obnovlenije
Obnovlenije (rusky Республиканская Партия „Обновление“, česky Republikánská strana „Obnova“) je politická strana v mezinárodně neuznaném Podněstří. Zastupuje zájmy podněsterských oligarchů, především místního monopolu Šerif. Od roku 2005 má strana většinu v Nejvyšším sovětu, byla v opozici vůči bloku bývalého prezidenta Smirnova. Do roku 2010 byl předsedou strany současný prezident Jevgenij Vasiljevič Ševčuk, poté Anatolij Vladimirovič Kaminskij. Zahraničním spojencem je ruská vládnoucí strana Jednotné Rusko.